# Grenzbote
Der Grenzbote war von 1933 bis 1943 eine Schweizer Zeitung in Stein am Rhein (Kanton Schaffhausen), die im Dienste der frontistischen Erneuerungsbewegung ein „neues Europa“ propagierte.
Die Lokalzeitung wurde seit Januar 1869 unter dem Namen Der Grenzbote in Stein am Rhein herausgegeben; ab 1908 unter dem Namen Steiner Grenzbote. Zuerst stand sie der Bauern-, Gewerbe- und Bürgerpartei nahe, stellte sich aber ab April 1933 ganz in den Dienst der Neuen Front Schaffhausen und später ihrer Nachfolgeorganisationen Nationale Front und Nationale Gemeinschaft Schaffhausen. Am 8. April 1933 erschien ein erster programmatischer Artikel, und das Blatt war in der Folge ein zentraler Bestandteil der (Schaffhauser) Frontenbewegung.
Im Januar 1934 erfolgte – bei einer Auflage von ca. 2'350 Exemplaren – die Umbenennung in Grenzbote, der dann ab März 1934 als Tageszeitung erschien, unter der Redaktion von Hermann Eisenhut und Hans Kläui. Ab Herbst 1935 wurde der Grenzbote in Schaffhausen im Haus zur Freudenfels gedruckt und von der Nationalen Front auf genossenschaftlicher Basis definitiv übernommen (Quersubventionierungen, Gönnerbeiträge). Es wurden auch regelmässig Artikel aus deutschen Zeitungen übernommen. Seit Frühjahr 1937 gab es schliesslich eine enge Kooperation mit der Zeitung Die Front, die von Werner Meyer, Eduard Rüegsegger und Hermann Eisenhut redaktionell betreut wurde. Immer wieder gab es auch Ehrverletzungsprozesse wegen der angriffigen Schreibweise der Redaktoren. Es folgten zudem Exporte der beiden Zeitungen ins nationalsozialistische Deutschland.
Ab Januar 1940 erschienen Grenzbote und Die Front wegen starken Abonnentenrückgangs und finanzieller Probleme nur noch im Wochenrhythmus. Es folgten im März 1940 eine erste öffentliche Verwarnung durch die Abteilung für Presse und Funkspruch (APF), die verantwortliche Zensurbehörde, im Februar 1941 ein erstes Erscheinungsverbot (für drei Monate) und ein zweites im Mai 1942 (für vier Monate).
Am 6. Juli 1943 wurden Grenzbote und Die Front – gleichzeitig mit der Auflösung der Eidgenössischen Sammlung und der Nationalen Gemeinschaft Schaffhausen – endgültig aufgelöst. Am 7. Oktober 1943 liquidierte das EJPD zudem die entsprechenden Trägerschaften sowie den angegliederten Verlag und die Druckerei Freudenfels.